# Hynčice
Hynčice (en allemand : Heinzendorf) est une commune du district de Náchod, dans la région de Hradec Králové, en République tchèque. Sa population s'élevait à 196 habitants en 2022.

## Géographie
Hynčice se trouve près de la frontière polonaise, à 6 km au nord-ouest de Broumov, à 25 km au nord-nord-est de Náchod, à 57 km au nord-est de Hradec Králové et à 145 km à l'est-nord-est de Prague.
La commune est limitée par Meziměstí au nord-ouest, par Heřmánkovice à l'est, par Hejtmánkovice au sud, par Jetřichov au sud- ouest.

## Histoire
La première mention écrite du village date de 1393.

## Transports
Par la route, Hynčice se trouve à 7,5 km de Broumov, à 31 km de Náchod, à 71 km de Hradec Králové et à 185 km de Prague. 